# Campionati del mondo di mezza maratona 2018
I Campionati del mondo di mezza maratona 2018 (23ª edizione) si sono svolti il giorno 24 marzo a Valencia, in Spagna.

## Nazioni partecipanti
Qui sotto la lista delle 79 nazioni partecipanti ai campionati (tra parentesi gli atleti partecipanti per nazione). In aggiunta, ha partecipato ai campionati la squadra degli atleti rifugiati. Come annunciato, gli atleti della Sierra Leone e della Somalia non hanno partecipato all'evento. 
- Albania (1)
- Algeria (4)
- Andorra (3)
- Argentina (3)
- Aruba (1)
- Australia (5)
- Austria (3)
- Bahrein (9)
- Bielorussia (4)
- Belgio (1)
- Brasile (1)
- Burundi (1)
- Canada (8)
- Capo Verde (1)
- Rep. Ceca (2)
- Ciad (1)
- Cile (2)
- Cina (5)
- Colombia (1)
- Costa d'Avorio (1)
- Costa Rica (2)
- Croazia (4)
- Cuba (1)
- Danimarca (2)
- Ecuador (6)
- Egitto (3)
- El Salvador (1)

- Eritrea (10)
- Estonia (1)
- Etiopia (10)
- Francia (10)
- Georgia (1)
- Germania (1)
- Giappone (9)
- Gibilterra (7)
- Giordania (1)
- Gran Bretagna (10)
- Islanda (3)
- Irlanda (10)
- Israele (6)
- Italia (4)
- Kazakistan (8)
- Kenya (8)
- Lettonia (3)
- Libia (1)
- Lituania (3)
- Macao (2)
- Maldive (2)
- Malta (2)
- Mauritius (1)
- Messico (3)
- Moldavia (1)
- Monaco (1)
- Mongolia (1)

- Namibia (2)
- Paraguay (2)
- Perù (7)
- Romania (6)
- Ruanda (3)
- Singapore (1)
- Slovacchia (1)
- Slovenia (1)
- Sudafrica (10)
- Spagna (10)
- Squadra degli atleti rifugiati (2)
- Stati Uniti (8)
- Svizzera (2)
- Svezia (1)
- Tagikistan (1)
- Taipei cinese (1)
- Thailandia (1)
- Trinidad e Tobago (1)
- Tunisia (1)
- Turchia (8)
- Turkmenistan (2)
- Uganda (7)
- Ucraina (2)
- Uruguay (1)
- Venezuela (1)
- Zimbabwe (2)

## Gara maschile
I risultati della gara maschile sono stati:

### Individuale
| Posizione | Atleta                    | Nazionalità | Tempo    |
| --------- | ------------------------- | ----------- | -------- |
| Oro       | Geoffrey Kipsang Kamworor | Kenya       | 1h00'02" |
| Argento   | Abraham Naibei Cheroben   | Bahrein     | 1h00'22" |
| Bronzo    | Aron Kifle                | Eritrea     | 1h00'31" |
| 4         | Jemal Yimer               | Etiopia     | 1h00'33" |
| 5         | Getaneh Molla             | Etiopia     | 1h00'47" |
| 6         | Betesfa Getahun           | Etiopia     | 1h00'54" |
| 7         | Amanuel Mesel             | Eritrea     | 1h00'58" |
| 8         | Julien Wanders            | Svizzera    | 1h01'03" |
| 9         | Kaan Kigen Ozbilen        | Turchia     | 1h01'05" |
| 10        | Leul Gebresilase          | Etiopia     | 1h01'07" |

### A squadre
| Posizione | Nazione     | Tempo    |
| --------- | ----------- | -------- |
| Oro       | Etiopia     | 3h02'14" |
| Argento   | Kenya       | 3h02'40" |
| Bronzo    | Bahrein     | 3h02'52" |
| 4         | Eritrea     | 3h03'03" |
| 5         | Uganda      | 3h06'15" |
| 6         | Sudafrica   | 3h07'16" |
| 7         | Stati Uniti | 3h07'38" |
| 8         | Spagna      | 3h08'29" |
| 9         | Perù        | 3h08'35" |
| 10        | Israele     | 3h08'47" |

## Gara femminile
I risultati della gara femminile sono stati:

### Individuale
| Posizione | Atleta                  | Nazionalità | Tempo    |
| --------- | ----------------------- | ----------- | -------- |
| Oro       | Netsanet Gudeta Kebede  | Etiopia     | 1h06'11" |
| Argento   | Joyciline Jepkosgei     | Kenya       | 1h06'54" |
| Bronzo    | Pauline Kaveke Kamulu   | Kenya       | 1h06'56" |
| 4         | Eunice Chebichii Chumba | Bahrein     | 1h07'17" |
| 5         | Zeineba Yimer           | Etiopia     | 1h08'07" |
| 6         | Meseret Belete          | Etiopia     | 1h08'09" |
| 7         | Desi Mokonin            | Bahrein     | 1h08'10" |
| 8         | Bekelech Gudeta         | Etiopia     | 1h08'12" |
| 9         | Dalila Abdulkadir       | Bahrein     | 1h08'12" |
| 10        | Shitaye Eshete          | Bahrein     | 1h08'25" |

### A squadre
| Posizione | Nazione     | Tempo    |
| --------- | ----------- | -------- |
| Oro       | Etiopia     | 3h22'27" |
| Argento   | Kenya       | 3h23'02" |
| Bronzo    | Bahrein     | 3h23'39" |
| 4         | Giappone    | 3h33'57" |
| 5         | Eritrea     | 3h35'09" |
| 6         | Bielorussia | 3h35'43" |
| 7         | Regno Unito | 3h35'48" |
| 8         | Perù        | 3h35'52" |
| 9         | Stati Uniti | 3h39'11" |
| 10        | Canada      | 3h39'19" |

## Medagliere
Legenda
     Paese ospitante
| Posizione | Paese   | Oro | Argento | Bronzo | Totale |
| --------- | ------- | --- | ------- | ------ | ------ |
| 1         | Etiopia | 3   | 0       | 0      | 3      |
| 2         | Kenya   | 1   | 3       | 1      | 5      |
| 3         | Bahrein | 0   | 1       | 2      | 3      |
| 4         | Eritrea | 0   | 0       | 1      | 1      |
| Totale    | Totale  | 4   | 4       | 4      | 12     |